# Корманик, Иржи
Иржи Корманик (чеш. Jiří Kormaník; 26 марта 1935, Скеюш, Караш-Северин (жудец), Румыния  —  3 ноября 2017, Хомутов (город), Чехия — чехословацкий борец греко-римского и вольной стилей, бронзовый призёр Олимпийских игр, призёр чемпионатов мира и Европы, десятикратный чемпион Чехословакии по греко-римской борьбе (1958—1968), четырёхкратный чемпион Чехословакии по вольной борьбе .

## Биография
Родился в крестьянской семье в Румынии, в деревне Луго, блиц Скеюша, на территории, населённой словацким меньшинством. В 1942 году семья переехала в деревню близ Тимишоары, после войны вместе с семьёй репатриировался в Чехословакию.
Начал заниматься борьбой в 1948 году самоучкой под впечатлением от выступления профессиональных борцов на арене цирка. В 1954 году присоединился к клубу VTŽ Chomutov.
В 1958 году был восьмым на чемпионате мира в Будапеште.
На Летних Олимпийских играх 1960 года в Риме боролся в среднем весе (до 79 килограммов). За чистое поражение начислялись 4 штрафных балла, за поражение по очкам 3 штрафных балла, за ничью 2 штрафных балла, за победу по очкам 1 штрафной балл. Набравший 6  штрафных баллов спортсмен выбывал из турнира. Титул оспаривали 24 борца.
В четвёртом круге чисто проиграл будущему чемпиону, турку Казыму Айвазу и выбыл из турнира, перебрав штрафных баллов, заняв 9 место.
| Выступление на Олимпийских играх 1960 года | Выступление на Олимпийских играх 1960 года | Выступление на Олимпийских играх 1960 года | Выступление на Олимпийских играх 1960 года | Выступление на Олимпийских играх 1960 года | Выступление на Олимпийских играх 1960 года | Выступление на Олимпийских играх 1960 года |
| Круг                                       | Соперник                                   | Страна                                     | Результат                                  | Баллы                                      | Всего баллов                               | Время схватки                              |
| ------------------------------------------ | ------------------------------------------ | ------------------------------------------ | ------------------------------------------ | ------------------------------------------ | ------------------------------------------ | ------------------------------------------ |
| 1                                          | Андре Ламю                                 | Франция                                    | Победа По очкам                            | -1                                         | -1                                         | 12:00                                      |
| 2                                          | Мансур Хазрати                             | Иран                                       | Победа По очкам                            | -2                                         | -2                                         | 12:00                                      |
| 3                                          | Лотар Метц                                 | Германия                                   | Ничья                                      | -4                                         | -4                                         | 12:00                                      |
| 4                                          | Казым Айваз                                | Турция                                     | Поражение Туше                             | -4                                         | -8                                         | 4:55                                       |

В 1961 году на чемпионате мира остался пятым, как в соревнованиях по греко-римской, так и по вольной борьбе.
На Летних Олимпийских играх 1964 года в Токио боролся в среднем весе (до 87 килограммов). Регламент турнира в основном остался прежним. Титул оспаривали 20 борцов.
К пятому кругу Иржи Корманик уже не рассчитывал на золотую медаль, так как Бранислав Симич уже обеспечил себе её, оставшись единственным, не выбывшим из турнира. В схватке за «серебро» чешский борец одолел Лотара Метца.
| Выступление на Олимпийских играх 1964 года | Выступление на Олимпийских играх 1964 года | Выступление на Олимпийских играх 1964 года | Выступление на Олимпийских играх 1964 года | Выступление на Олимпийских играх 1964 года | Выступление на Олимпийских играх 1964 года | Выступление на Олимпийских играх 1964 года |
| Круг                                       | Соперник                                   | Страна                                     | Результат                                  | Баллы                                      | Всего баллов                               | Время схватки                              |
| ------------------------------------------ | ------------------------------------------ | ------------------------------------------ | ------------------------------------------ | ------------------------------------------ | ------------------------------------------ | ------------------------------------------ |
| 1                                          | Кендзиро Хираки                            | Япония                                     | Победа Туше                                | 0                                          | 0                                          | 4:03                                       |
| 2                                          | Стиг Перссон                               | Швеция                                     | Ничья                                      | -2                                         | -2                                         | 12:00                                      |
| 3                                          | Иштван Раскови                             | Австрия                                    | Победа По очкам                            | -1                                         | -3                                         | 12:00                                      |
| 4                                          | Явуз Селекман                              | Турция                                     | Победа По очкам                            | -1                                         | -4                                         | 12:00                                      |
| 5                                          | Геза Холлоши                               | Венгрия                                    | Ничья                                      | -2                                         | -6                                         | 12:00                                      |
| Финал (встреча 1)                          | Лотар Метц                                 | Германия                                   | Победа По очкам                            |                                            |                                            | 12:00                                      |

В 1965 году завоевал бронзовую медаль чемпионата мира. В 1966 году на чемпионате Европы был лишь пятнадцатым. В 1967 году на чемпионате Европы и чемпионате мира был восьмым. В 1968 завоевал бронзовую медаль чемпионата Европы.
На Летних Олимпийских играх 1968 года в Мехико боролся в среднем весе (до 87 килограммов). В сравнении с предыдущими играми, регламент турнира остался прежним, с начислением штрафных баллов, но сменилось количество баллов, начисляемых за тот или иной результат встречи. Теперь за чистую победу штрафные баллы не начислялись, за победу с явным преимуществом начислялось 0,5 штрафных балла, за победу по очкам 1 балл, за ничью 2,5 балла, за поражение с явным преимуществом соперника 3,5 балла и за чистое поражение 4 балла. Как и прежде, борец, набравший 6 штрафных баллов, из турнира выбывал. Титул оспаривали 19 борцов.
Выиграв одну, затем будучи травмированным, проиграв две встречи, выбыл из турнира.
| Выступление на Олимпийских играх 1968 года | Выступление на Олимпийских играх 1968 года | Выступление на Олимпийских играх 1968 года | Выступление на Олимпийских играх 1968 года | Выступление на Олимпийских играх 1968 года | Выступление на Олимпийских играх 1968 года | Выступление на Олимпийских играх 1968 года |
| Круг                                       | Соперник                                   | Страна                                     | Результат                                  | Баллы                                      | Всего баллов                               | Время схватки                              |
| ------------------------------------------ | ------------------------------------------ | ------------------------------------------ | ------------------------------------------ | ------------------------------------------ | ------------------------------------------ | ------------------------------------------ |
| 1                                          | Жан-Мари Шардонне                          | Швейцария                                  | Победа По очкам                            | -1                                         | -1                                         |                                            |
| 2                                          | Валентин Оленик                            | Союз Советских Социалистических Республик  | Поражение По очкам                         | -3                                         | -4                                         |                                            |
| 3                                          | Бранислав Симич                            | Югославия                                  | Поражение По очкам                         | -3                                         | -7                                         |                                            |

По профессии сталевар, по окончании спортивной карьеры, работал на прокатном стане
Умер в 2017 году в Хомутове.